# Pastelgore
(Itsoktocry riguardo all'album)
Pastelgore [Act 2. Scene 1], noto semplicemente come Pastelgore, stilizzato PASTELGORE [ACT 2. SCENE 1] o PASTELGORE, è il diciassettesimo EP di Itsoktocry, pubblicato il 28 febbraio 2018.
L'EP è supportato da due singoli: Eyes on M3 e Vampires Smoke Menthols.

## Antefatti
Nel gennaio 2018, Larry annuncia l'EP The Color Lonely. Secondo il rapper l'album sarebbe composto da 5 tracce ognuna di esse con un genere diverso, descrivendolo come un Blue Citrus 2. In seguito annuncia l'imminente arrivo di Pastel Gore, portando i fan a pensare ad una ridenominazione dell'album.
Il 13 febbraio, durante un live streaming su Instagram, il rapper mostra lo snippet di una nuova canzone che sarebbe stata inserita nell'EP preannunciato. Una settimana dopo ha confermato la ridenominazione dell'album, mostrando la tracklist e rivelando che sarebbe stata la prima parte del secondo atto. Dopo aver annunciato l'uscita dell'album su Twitter, Larry elimina il post a causa dello spostamento della data d'uscita.
Il 28 febbraio, Itsoktocry pubblica Pastelgore [Act 2. Scene 1], formato da 8 brani. La traccia precedentemente mostrata su Instagram non è stata inclusa nell'album.

## Tracce
1. CALIBRATION (intro) – 0:35 (Larry)
2. HILARY DUFFELBAG (feat. Flexinfab) – 2:58 (testo: Larry, Fabricio Rojas – musica: Storm)
3. POP, LOCK & DROPDEAD – 2:18 (testo: Larry – musica: Kudzu)
4. MERMAID HEARTEATER (feat. Superlove) – 2:46 (testo: Larry, Superlove – musica: Kudzu)
5. VAMPIRES SMOKE MENTHOLS – 2:03 (testo: Larry – musica: Ghostrage)
6. BEETLEJUICE! (feat. Flexinfab) – 2:31 (testo: Larry, Fabricio Rojas – musica: Kudzu)
7. SHINY COMBEE (feat. Lil Boii Kantu, EJAAZ) – 2:34 (testo: Larry, Lil Boii Kantu, EJAAZ – musica: LanLord)
8. EYES ON M3 – 1:59 (testo: Larry – musica: Bobby Johnson Beats)

## Formazione

### Musicisti
- Itsoktocry – voce, testi, produzione, ingegneria
- EJAAZ – voce, testi
- Flexinfab – voce, testi
- Lil Boii Kantu – voce, testi
- Superlove – voce, testi

### Produzione
- Bobby Johnson Beats – produzione
- Ghostrage – produzione
- Kudzu – produzione
- LanLord – produzione
- Storm – produzione